# Cyrtandra tenuisepala
Cyrtandra tenuisepala är en tvåhjärtbladig växtart som beskrevs av Eduardo Quisumbing y Argüelles. Cyrtandra tenuisepala ingår i släktet Cyrtandra och familjen Gesneriaceae. Inga underarter finns listade i Catalogue of Life.